# Radarreflektor

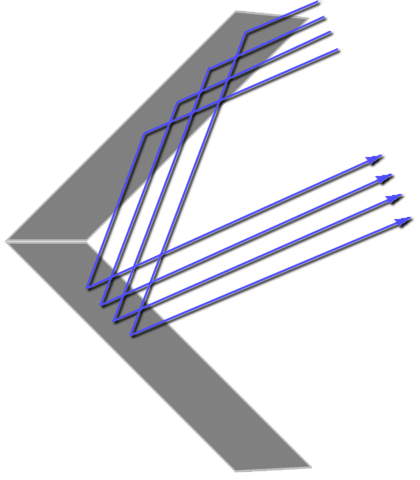
A visszaverődés geometriája

A radarreflektor olyan geometriájú alakzat, mely a beérkező elektromágneses hullámokat kis veszteséggel veri vissza a kibocsátó irányába. Ezzel megnöveli a céltárgy radarkeresztmetszetét, vagyis jobban "láthatóvá" teszi a radar számára.

## Működési elv
A hagyományos radarreflektor egy olyan, fémlemezekből összeállított test, amely bármilyen irányból érkező radarhullámokat képes a beérkezés irányában visszatükrözni. Ez általában több tölcsérszerű – mint egy kocka belső sarka –, egymásra merőleges lapokból összeállított elemből áll. A tölcséreket a megjelölendő objektum (pl. bója) minden oldalán, vagy négyet-nyolcat egymásnak háttal illesztve helyezik el. 
A beeső hullám a két (vagy három) merőleges lapon kétszer (vagy háromszor) tükröződés-szerűen verődik vissza, így a kilépő hullám párhuzamos a beesővel. Ez garantálja a legnagyobb jelet a vevőoldalon.

## Felhasználási módok
Radarreflektorokat találhatunk tengeri bójákon (a bója szerkezetébe építve, vagy a tetejére szerelve), hajókon (az árbócra vagy az állókötélzetre szerelve, általában valamilyen műanyag burokban), folyami vagy tengeri akadályokon, hajóroncsokon. Ezen kívül alkalmazták katonai célokra is, hogy nagyobbnak mutassanak egy támadó flottát.

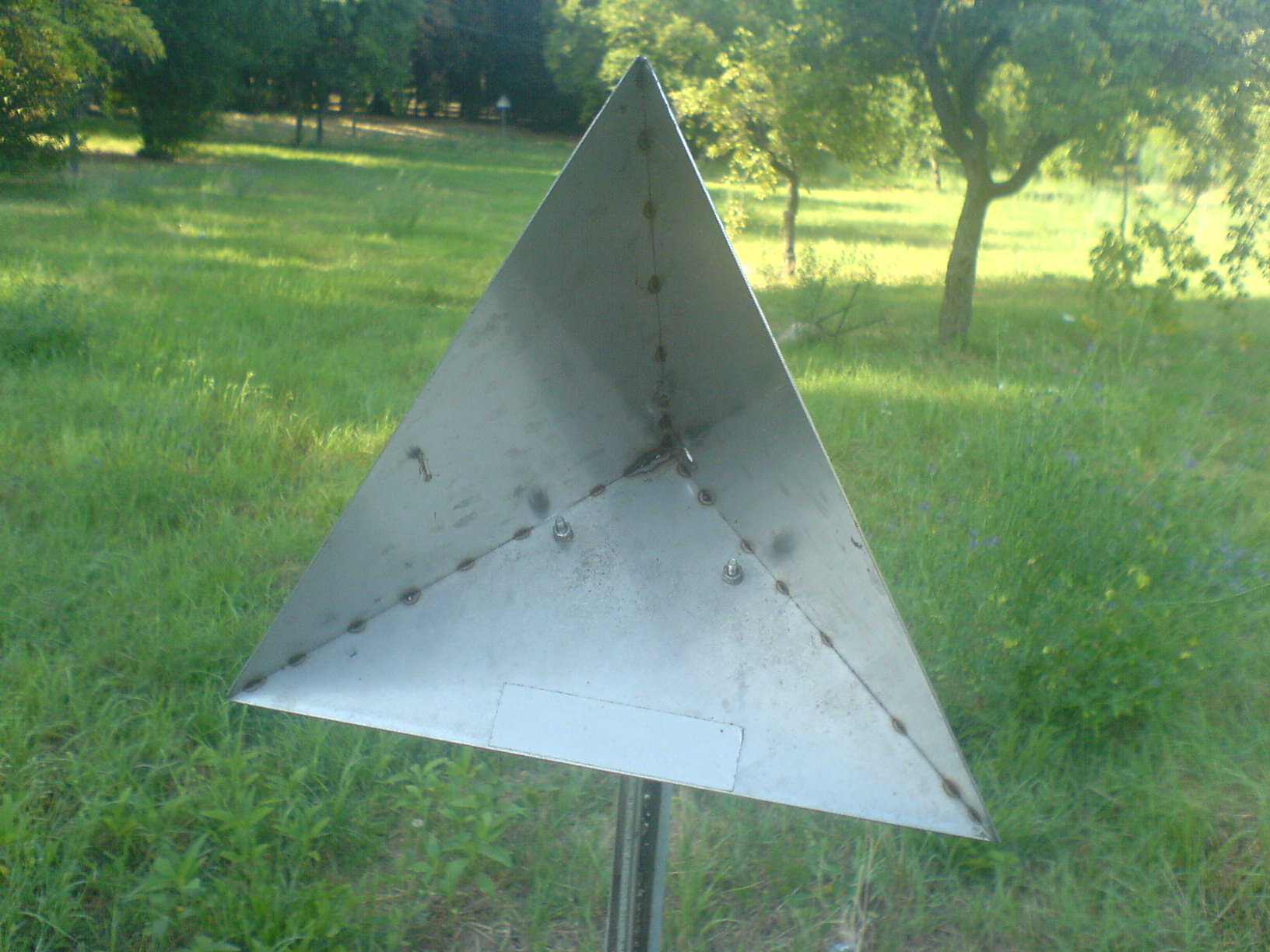
Sarokreflektor
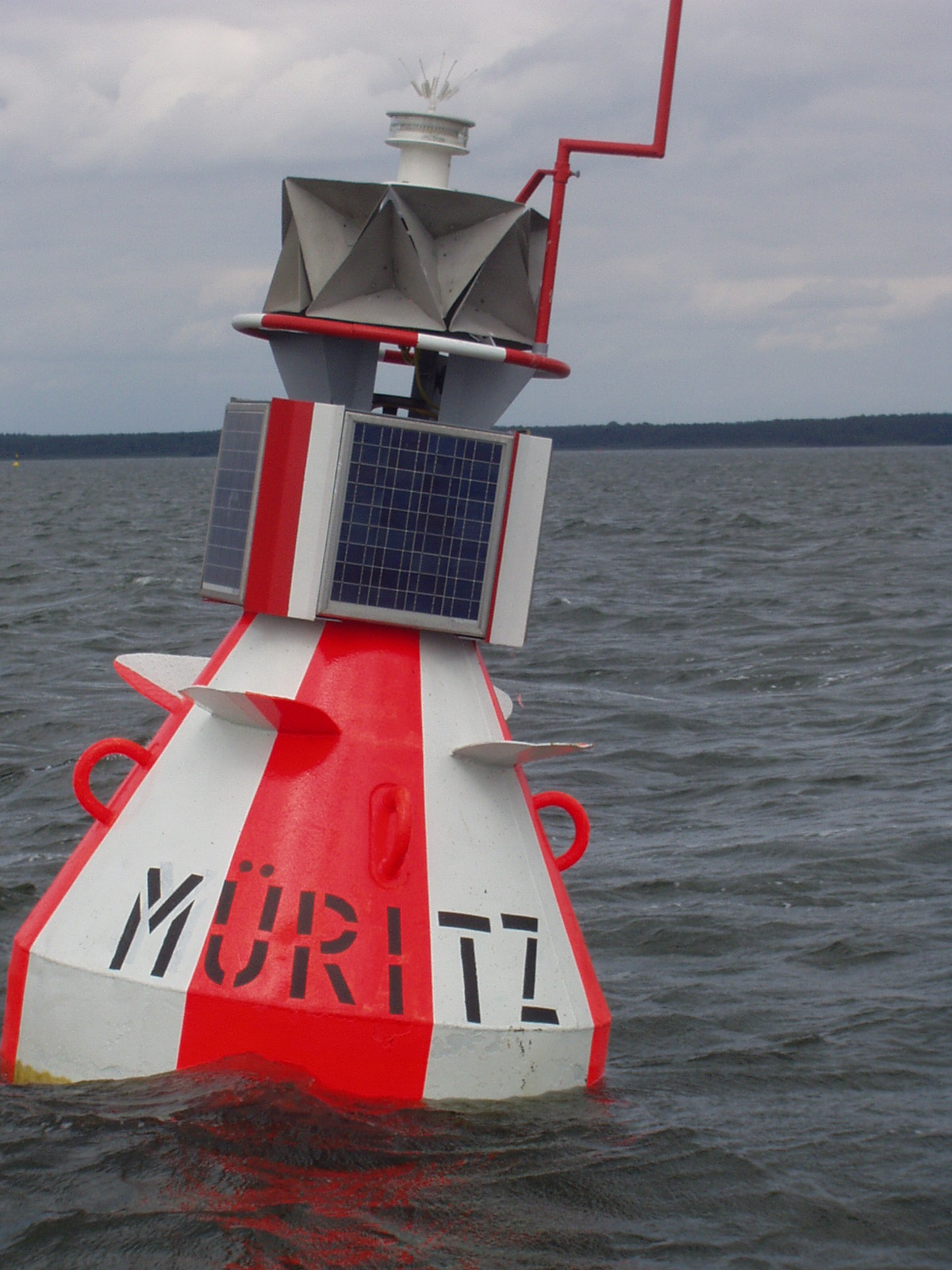
Sarokreflektorok bóján
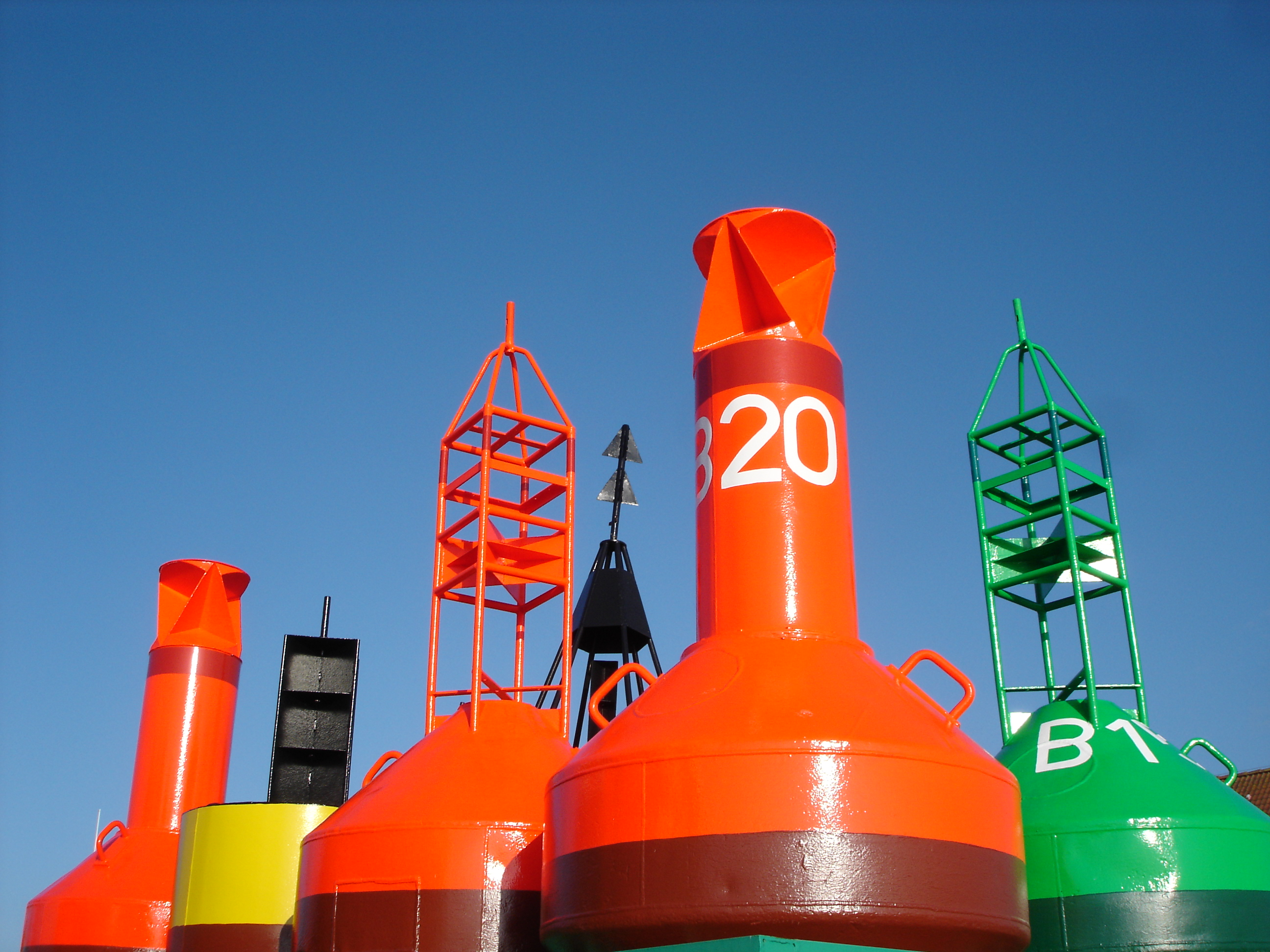
Bóják sarokreflektorokkal
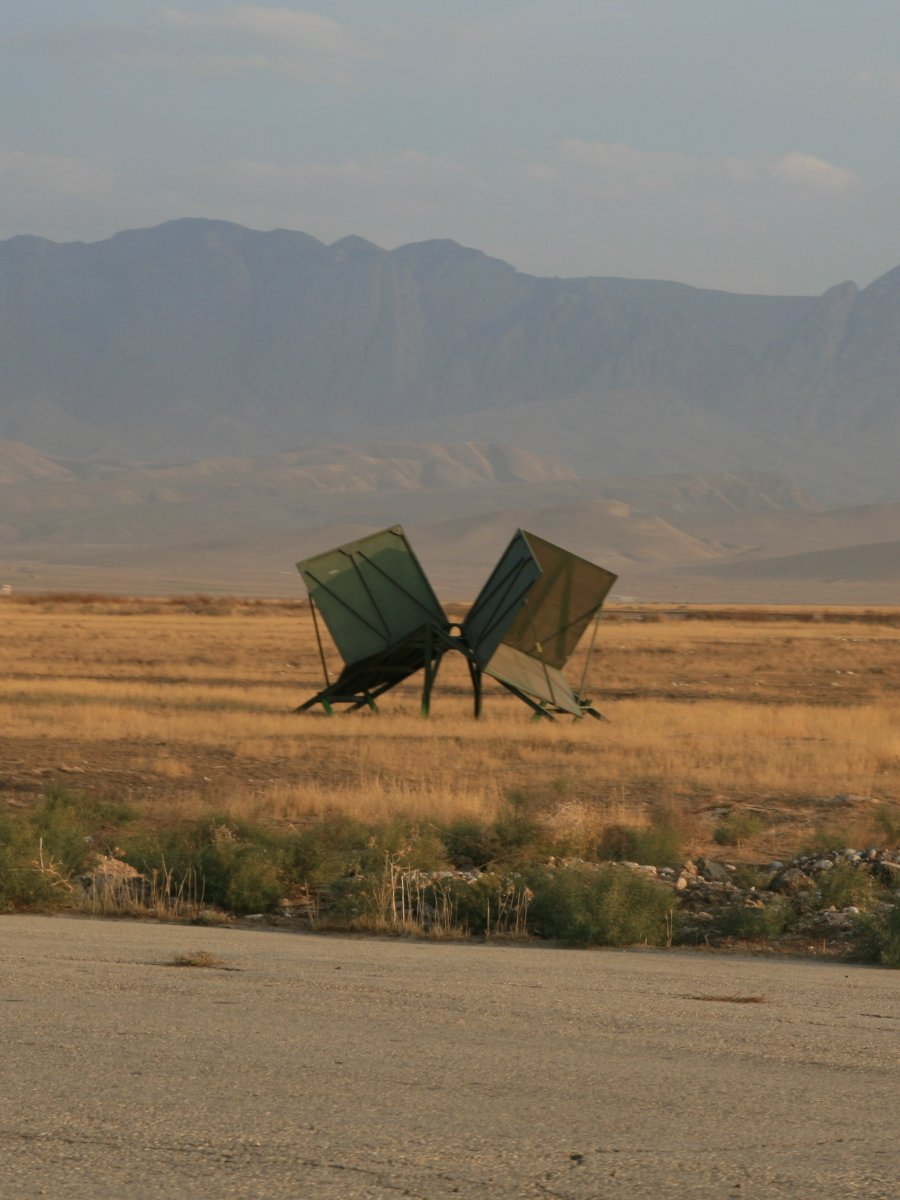
Radarreflektor repülőtéren
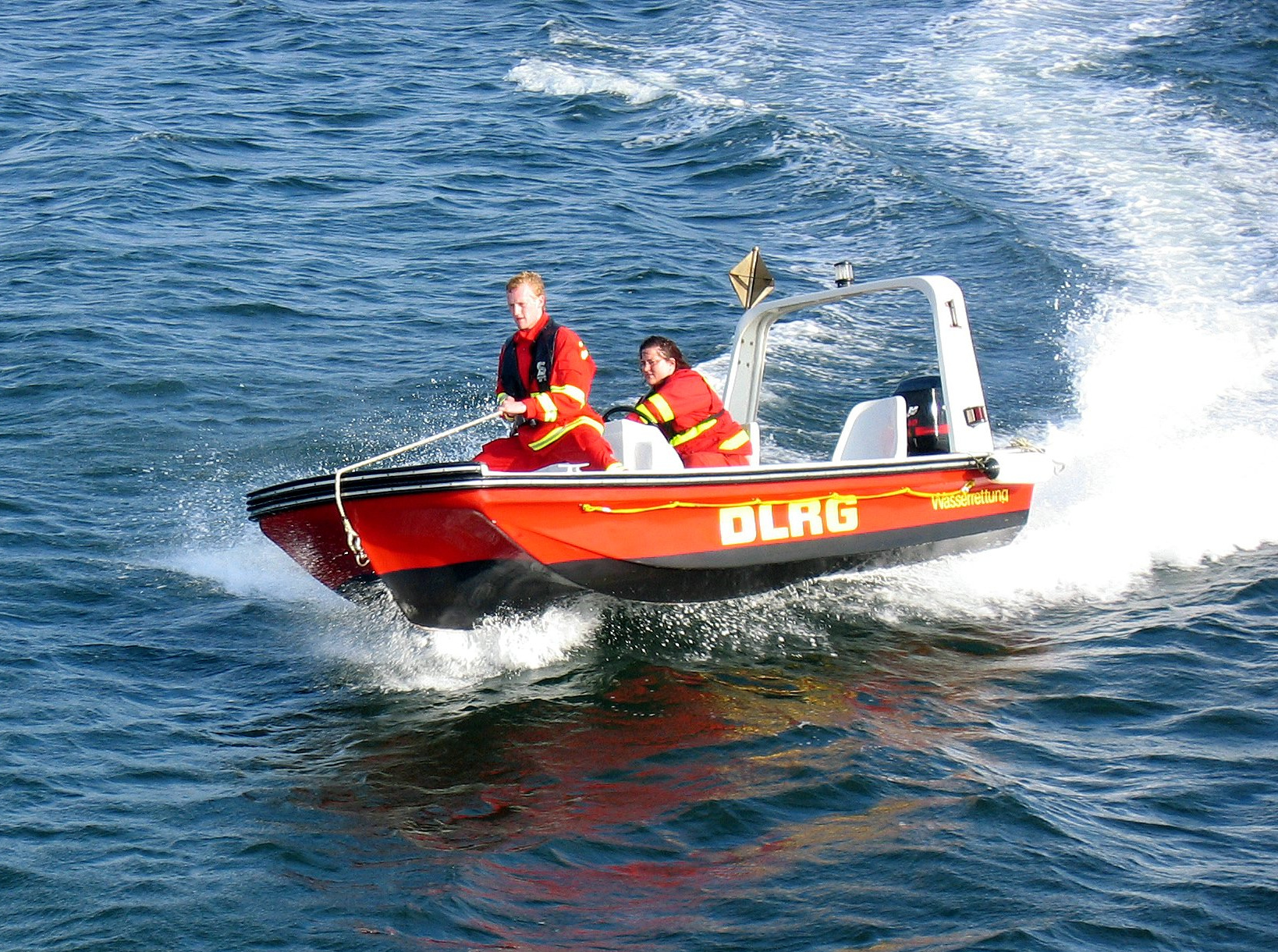
Sarokreflektor hajón

1941-ben a szövetségesek partraszállásakor elterelő hadműveletként Calais-nál radarreflektorokkal és különleges radarhullám-visszaverő festékkel kezelt léghajókat vontattak, félrevezetve ezzel a német vezetőséget.
Kis méretű radarreflektort téli sportruházatba varrva alkalmaznak a lavina alatti kereséshez. Ez félvezetődiódával működik.